# Pierre Schaeffer
Pierre Schaeffer (Nancy, 14 agosto 1910 – Aix-en-Provence, 19 agosto 1995) è stato un compositore, musicologo e teorico musicale francese.

## Biografia
È stato tecnico e dirigente presso l'ente radiofonico francese, dove svolgeva attività di ricerca assieme al G.R.M.C.(gruppo di ricerca sulla musica concreta) nell'ambito della musica concreta, da lui teorizzata, praticata e illustrata nel suo trattato sugli oggetti musicali del 1966. Tra il 1949 e il 1950 Schaeffer compone la Symphonie pour un homme seul, in collaborazione con Pierre Henry (una sorta di poema concreto sulla giornata di un uomo, con respiri, passi, porte sbattute), nel primitivo Studio d'Essai, dove la rudimentalità delle apparecchiature (tre giradischi) non permette di de-naturare i rumori che mantengono così tutta la loro originaria pregnanza semantica.
Nella musica concreta pura il materiale di base è sempre precostituito: i suoni e rumori provenienti da qualsiasi contesto, cioè ricavati dalla quotidianità, dalla natura, nonché da voci e strumenti tradizionali, vengono registrati con il magnetofono (registratore a nastro), immagazzinati e successivamente elaborati e denaturati mediante varie tecniche di montaggio.
Al contrario, la musica elettronica pura si avvale soltanto di suoni generati direttamente dalle apparecchiature elettroacustiche, nelle quali le vibrazioni elettriche divengono vibrazioni sonore. I suoni che ne derivano sono dunque totalmente nuovi, sintetici.